# Heinz Schauwecker
Heinz Schauwecker (* 11. Oktober 1894 in Regensburg; † 4. Juni 1977 in Berching) war ein deutscher Arzt, Schriftsteller und Heimatdichter.

## Leben
Schauwecker gehörte in seiner Schulzeit der Wandervogel-Bewegung an. 1914 meldete er sich freiwillig zum Ersten Weltkrieg, wo er als Sanitäter eingesetzt wurde. Im Wintersemester 1916/17 trat er in die AMV Fridericiana Erlangen ein. Nach Kriegsende schloss er sich dem Freikorps Epp des späteren NSDAP-Politikers Franz Ritter von Epp an. Dort war er als Adjutant beim Brigadearzt tätig. Nach dem Studium der Medizin in Erlangen und dem Staatsexamen 1920 arbeitete er als praktischer Arzt zunächst in Nürnberg, ab 1938 in Berching.
Durch die Begegnung mit Johann Baptist Laßleben (1864–1928), dem Begründer der Zeitschrift Die Oberpfalz (1907ff.), kam Heinz Schauwecker mit der Oberpfälzer Heimatbewegung in Kontakt. Schauwecker gilt als einer der Begründer der so genannten „Nordgaubewegung“. Die von ihm mit initiierte „oberpfälzisch-egerländischen Arbeitsgemeinschaft heimatpflegender Vereine auf dem Nordgau“, veranstaltete 1930 in Cham einen „Heimattag“. Daraus gingen jährliche „Nordgautage“ (1930–1935) hervor. 1935 übernahm der Kreisleiter der NSDAP den Vorsitz der „Arbeitsgemeinschaft“, die bisherige Vorstandschaft musste zurücktreten.
In der von ihm redigierten, inzwischen von Michael Laßleben herausgegebenen Zeitschrift Die Oberpfalz veröffentlichte Heinz Schauwecker im November 1938 einen gereimten Dank, worin die schlichte Volksfrömmigkeit von Menschen „im Wald“ als Grundlage für die Treue zu Adolf Hitler dargestellt wird: „Wo immer im Wald die Jungen und Alten / dem Herrgott zu danken die Hände falten / aus jedem Gebet eine Bitte spricht – / sie kleidens in tönende Worte nicht, / aber ihre Herzen stammelns in heißem Drang: / Gott segne den Führer sein Leben lang!“
In der Lokalpresse wurde Schauwecker später ein persönlicher Einsatz für Kriegsgefangene während des Zweiten Weltkriegs und die Rettung von 20 geistig Behinderten vor dem Zugriff der SS attestiert.
1951 trug Heinz Schauwecker zum Wiederaufleben der „Nordgautage“ bei, die bis heute jährlich stattfinden. Schauwecker fungierte als deren Ehrenpräsident. 1969 wurde er das erste Ehrenmitglied des neu gegründeten Oberpfälzer Kulturbundes.
Ebenfalls 1969 zählte Schauwecker zu den Mitbegründern des Bundesverbandes der Deutschen Schriftsteller-Ärzte, der eine nach ihm benannte Auszeichnung, die „Schauwecker-Medaille“, verleiht (mit dem Leitspruch: „Macht des Wortes – Kraft der Medizin“). Im Weltverband der Schriftstellerärzte UMEM (Union Mondiale des Écrivains Médécins) war Schauwecker zeitweise Vizepräsident.

## Schaffen und Rezeption
Neben Georg Britting und Gottfried Kölwel galt Heinz Schauwecker als populärer Schriftsteller der Oberpfalz im 20. Jahrhundert. Seine Werke können zur Heimatliteratur, teilweise zur Trivialliteratur gerechnet werden. Vor allem durch seine „Heimatfestspiele“, kleine Dramen zu lokalgeschichtlichen Themen, erlangte er regionale Bekanntheit. Viele seiner Veröffentlichungen ab den 1920er Jahren haben völkische Inhalte wie das Theaterstück Deutsche Vision (aufgeführt etwa am 30. März 1924 zum „Deutschen Tag“ in Neustadt an der Aisch, wo auch Gustav Sondermann vaterländische Gedichte vortrug). Texte wie etwa Das neue Teufelsaustreiben (1923) sind „gespickt mit nationalistischen, antidemokratischen und antisemitischen Phrasen.“ Der Oberpfälzer Kulturbund resümiert heute: „Sein Schaffen vor 1945 muss als kritisch betrachtet werden, da stark von der NS-Ideologie durchsetzt; nach dem Krieg war Schauwecker allein als Arzt und Heimatschriftsteller mit offenbar unkritischen Erzählungen und Romanen, Märchen und Sagen tätig.“
Schauweckers Nachlass wird in der Staatlichen Bibliothek Regensburg aufbewahrt.

## Auszeichnungen
- 1952 Nordgau-Kulturpreis der Stadt Amberg in der Kategorie „Dichtung“
- 1953 Max-Reger-Medaille der Stadt Weiden/Oberpfalz
- 1954 Albertus-Magnus-Medaille der Stadt Regensburg, Ehrenbürger von Berching
- 1960 Kulturpreis Ostbayern
- 1969 Ehrenmitglied des Oberpfälzer Kulturbunds
- 1976 Paracelsus-Medaille der deutschen Ärzteschaft
- Heinz-Schauwecker-Platz in Parsberg

## Werke (Auswahl)
- Fallende Blätter. Ein Totentanz. Nürnberg, 1920
- Elisabeth Karinta. Ein Lied für die „Weiße Frau“. Nürnberg, 1921
- Deutsche Gedichte. Nürnberg, 1922
- Deutsche Vision. Ein Spiel am Rhein. Nürnberg, 1922
- Wendelin Siebengangs Haus an der Flusstorstrasse. Vom Leben und Sterben in der Vorstadt. Nürnberg, 1923
- Die bayerische Trutznachtigall. (= Deutsche Gedichte. 2). Nürnberg, 1923
- Das neue Teufelaustreiben, ein kräftiger Exorcismus gegen die sieben schlimmsten Teufel. München, 1923
- Deutschenspiegel. Alte Mär für neue Zeit. Nürnberg, 1924
- Weissblaue Raute und Doppeladler. Geschichten. Nürnberg, o. J. (= ca. 1924)
- (mit Theodor Vogel) Krieg den Palästen, Friede den Hütten. Urgrossvätergeschichten aus Frauken. Nürnberg, o. J. (= 1924)
- Wider die Steppenteufel. Eine Geschichte von Ungarnschlacht und Ungarnnot. Nürnberg, 1924
- Der goldene Ritter. Wahrhaftige Lebensbeschreibung und Meldung der Fahrten u. Abenteuer meines gnädigen u. edlen Herren Kaspar Winzerer zu Töllenz. Nürnberg, 1924
- Geschichten von Briefen, Liebe und Tod. Kallmünz, 1924
- Vom deutschen Studenten 1914–1924. Nürnberg, 1924
- (mit Ilse Riem): Schildwacht in Europas Osten. Bilder aus Mongolensturm u. Türkennot. Nürnberg, 1924
- Herr Seyfried, Frau Kathrein und der König. Eine historische Erzählung. Diessen, 1925
- Auf der Suche nach dem Goldland Eldorado. Ulmer Bürger und die Welserkolonie Venezuela. Nürnberg, 1925
- Zwischen Alltag und Abendläuten. Märchen. Kallmünz, 1925
- Es rauschen stille Bronnen ... Gedichte. Nürnberg, 1927
- Husaren- und Dragonergeschichten. Nürnberg, 1927
- Vizedom. Geschichtlicher Grenzlandroman. Sulzbach, 1928
- Heimkehr aus den Niederlanden. Ein Albrecht Dürerspiel in 2 Aufzügen. Nürnberg, 1928
- Rast am Tor. Erste Heimatdankgabe für die Oberpfalz. Kallmünz, 1928
- Wir gehen draußen in der Ferne ... Neue Lyrik. Sulzbach, 1930
- Des Teufels Abenteuer in der Obern Pfalz! Waldsassen, 1932
- Zwischen dem Recht. Geschichtlicher Roman. Waldsassen, 1932
- (Hrsg.): Tausend goldene Steige. Sammelband nordgauischer Dichtung. Waldsassen, 1933
- Huß aus ! Eine Geschichte aus Notzeiten der Bayerischen Ostmark. Nürnberg, 1934
- Kurze Übersicht über das Schrifttum der Bayerischen Ostmark und des angrenzenden sudetendeutschen Raums. Regensburg, 1935
- Der Dultgeiger. Heiligenstätter Novelle. Sulzbach-Rosenberg, o. J. (= 1936)
- Herr Seyfried, Frau Kathrein und der König. Historischer Roman. Neumarkt, 1950
- Tausend Jahre schönes Schrifttum in der Oberpfalz. Beilngries, o. J. (= 1950)
- Die Sternenstunde der Barbara Blomberg. Novelle um d. Geburt d. Don Juan d’Austria. Kallmünz, 1952
- Der Meister. Altnürnbergische und Oberpfälzer Novellen. Weiden, 1954
- Berchinger Stadtbüchel. Kallmünz, 1955
- Worte an dein Herz. Gedichte. Kallmünz, 1956
- Das unabdingbare Vermächtnis. Ein Erlebnisbericht für junge u. alte Menschen. Regensburg, 1959
- Die Liebe kann alles. Roman. Nürnberg, 1959
- Glupp. Ein Märchen um eine unvergessene Stadt. Geislingen/Steige, 1961
- Blätter im Wind. Erinnerungen und Gedanken. (2. Aufl.) Kallmünz, 1962
- Johann Andreas Eisenharth. Eine Rehabilitationsschrift für seinen Landsmann und Kollegen. Kallmünz, 1962
- Lindenloher Impressionen. Kallmünz, 1963
- Hexentanz in Linderberg. Roman aus unseren Tagen. Friedberg, 1963
- Wirf in den Himmel. Gedichte. Dülmen, 1963
- Zwischen Herz und Recht. Kallmünz, 1964
- Mein Kaleidoskop. Erzählungen, Erlebnisse, Einfälle. Kallmünz, 1964
- Neue Welt. Zyklus von 12 Gedichten um eine Reise. Kallmünz, 1965
- Spur im Sand. 2. Folge der Reisegedichte. Kallmünz, 1967
- Der Wandel des Andreas Hufnagel. Roman um die Freiheit. Kallmünz, 1969
- Stilles Wissen. München, Würzburg, Wien, 1969
- Das schöne Schrifttum in der Oberpfalz. Eine Übersicht. Kallmünz, 1970
- Die Sternstunde der Barbara Blomberg. Novelle. Kallmünz, 1972
- Spiel der Waage. Gedichte. Kallmünz, 1974

Heimatfestspiele (Auswahl):
- Bürgertreue. Das Kallmünzer Heimatspiel. Kallmünz, 1926
- Das Berchinger Spiel. Zur Tausendjahrfeier erschienen. Kallmünz, 1926
- Haug von Parsberg. Parsberg, 1950
- Kastler Schweppermannspiel. Kastl, 1953
- Bernhard von Weimar vor Beilngries. Festakt zur 900-Jahr-Feier der Stadt Beilngries in zwei Bildern mit einer Einführung. Kallmünz, 1953

Vertonungen:
- Ernst Kutzer:
  - Drei Chorlieder op. 47 (1961), für 4-stimmigen gemischten Chor
  - Hymne an die Heimat. Triptychon op. 50 (1963), für Bariton, 4- bis 6-stimmigen gemischten Chor und Orchester
  - Heimat und du (1968) für gemischten Chor
  - Lieder von Busch und Baum op. 65, für hohe Singstimme, Flöte und Klavier
  - Frohes Wandern op. 89 (1976). Drei Lieder für 4-stimmigen Männerchor (oder gemischten Chor, op. 89a)